# 魏宗舒
魏宗舒（1912年2月12日—1996年11月23日），男，上海人，中华人民共和国数理统计学家，华东师范大学教授，中国概率统计学会、中国质量管理协会原副理事长。

## 生平
魏宗舒1912年出生于上海的一个旧军官家庭。其父（1950年去世）年轻时在烟台水师学校读书，未毕业就被调往江阴炮台做翻译，辛亥革命后到南京海军鱼雷枪炮学校担任助教。此后一直在海军部管理枪炮、火药。
魏宗舒1922年9月考入上海市民立中学，1929年7月被保送到上海圣约翰大学土木工程系，1933年4月留校数学系任助教。1937年10月进入美国宾夕法尼亚大学研究生院攻读数学，并兼修保险精算学，1938年获数学硕士学位。同年转入爱荷华大学读统计学博士，1941年获数学哲学博士学位。同年回国，任上海圣约翰大学数学系副教授，同时任上海太平保险公司统计科科长。1942年被圣约翰大学委任为数学系主任，1943年任教授。1947年赴美国学习考察。1949年回到圣约翰大学数学系工作，担任数学系教授兼主任。
1952年全国高校院系调整，他调入华东师范大学数学系任教授。1977年被评为上海市先进科技工作者，参加上海市科学大会。1979年8月22日，北京召开中国现场统计研究会成立大会，他被选举为干事长。
1996年11月23日在华东医院逝世，享年84岁。

## 社会兼职
曾任中国概率统计学会第一届副理事长，中国质量管理协会第四、五届副理事长。

## 著作
- 翻译《统计学的数学方法》（上海科学技术出版社，1966年）[7]
- 翻译《初等概率论附随机过程》（人民教育出版社，1979年）
- 主编《概率论与数理统计教程》